# GIAT M621
M621 je automatický kanón ráže 20 mm francouzské konstrukce vyráběný firmou Nexter Systems (dříve GIAT Industries) a užívaný jako výzbroj obrněných vozidel, letounů, vrtulníků (např. Aérospatiale Gazelle, IAR 330 SOCAT a HAL Prachand), jakož i menších plavidel Francouzského námořnictva. Zkonstruován byl v 60. letech 20. století a do služby vstoupil v roce 1973.

## Varianty

### THL 20

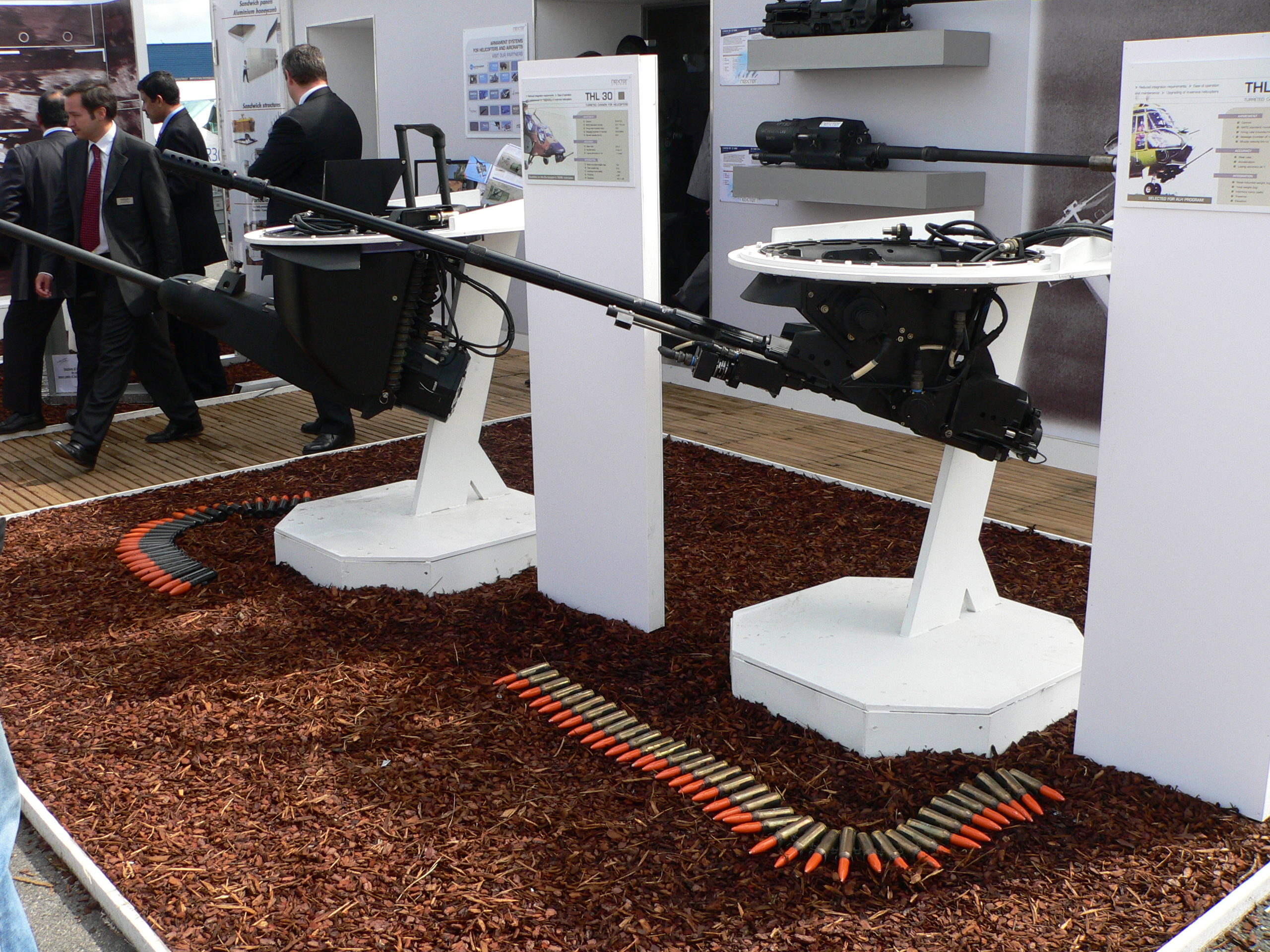
Věže Nexter THL, určené pro výzbroj bitevních a ozbrojených vrtulníků. V popředí varianta THL-20 s kanónem M621, za ní THL-30 s kanónem GIAT 30 M781

Kanón lafetovaný v otočné věži určený pro vrtulníky.

### POD NC 621
Kanónový kontejner určený pro vrtulníky a lehké letouny.

### ARX 20
Dálkově ovládaná zbraňová stanice s kanónem M621 a kulometem ráže 7,62 × 51mm.

### SH20
Kanón pohyblivě lafetovaný ve dveřích vrtulníků.

### CP 20
Kanón na kloubové lafetě určený pro bojová vozidla a čluny.

### 15A
Varianta určená pro válečné lodě.

### NARWHAL
Dálkově ovládaná námořní lafetace Nexter Narwhal.